# Boomke wies

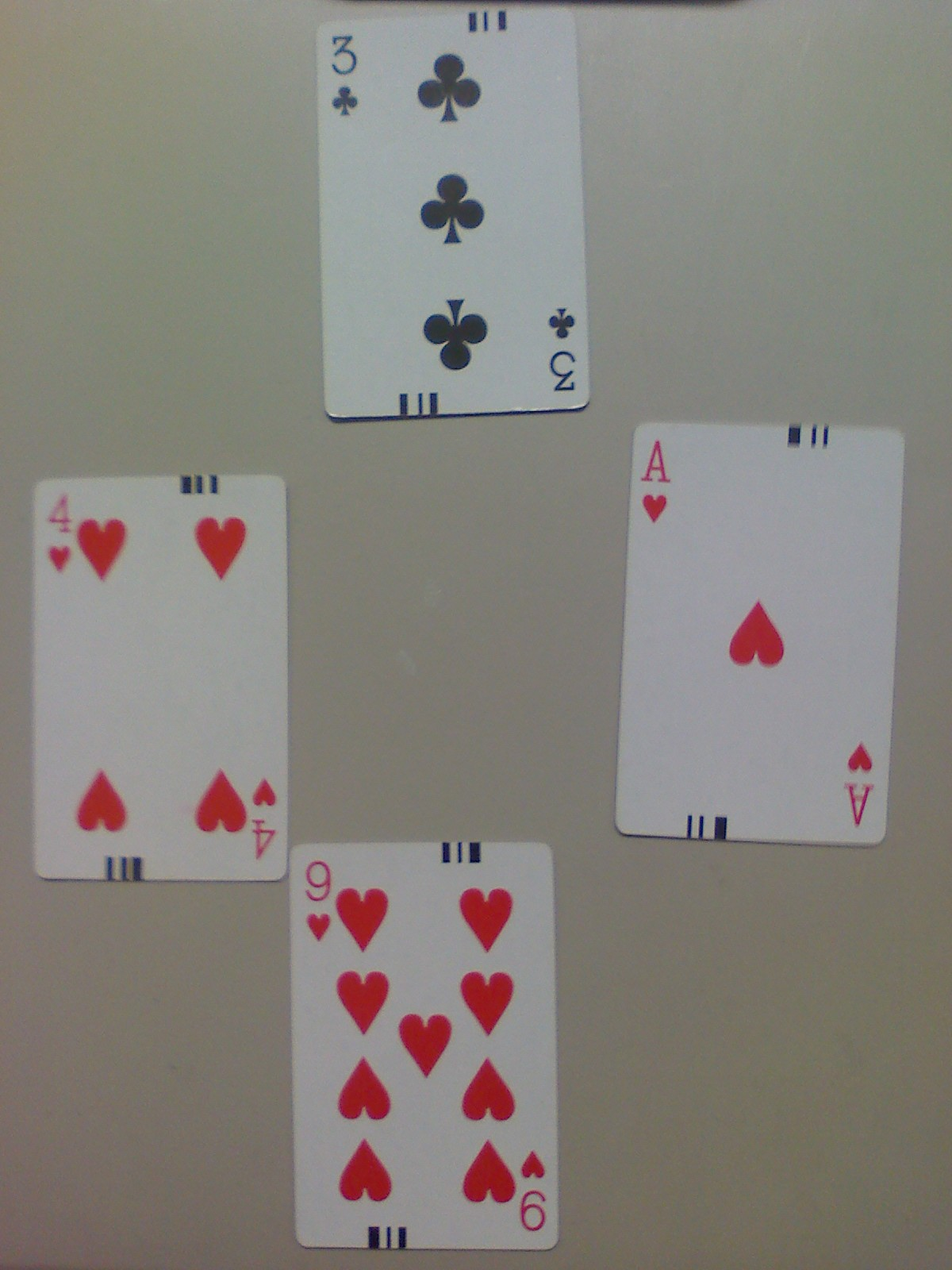
Als harten uitgekomen is, wint de speler met hartenaas de slag, tenzij klaveren troef is.

Boomke wies, ook slagen halen genoemd, is een kaartspel dat gebaseerd is op wiezen en veel daarop lijkt. De uitzondering is dat de spelers niet door bieden trachten vast te stellen welk resultaat ze hopen te behalen.

## Spelregels

### Delen der kaarten
Boomke wies vereist een boek van 52 kaarten zonder jokers. De aas is de hoogste kaart. Het spel wordt gespeeld met vier spelers.
Elke speler krijgt per spel 13 kaarten. Deze worden verdeeld met de klok mee, te beginnen bij de speler die links van de deler zit. De deler geeft vier-vier-vier-een. De allerlaatste kaart, dit is de onderste kaart in het pak, wordt getoond aan alle spelers en geeft de kleur aan van de troef tijdens het spel.
Na het spel worden de kaarten niet geschud. De deler van het geëindigde spel heft de kaarten af. In sommige kringen is het toegestaan dat de nieuwe deler, alvorens er afgeheven wordt, de kaarten licht door elkaar zet.

### Spelverloop
De speler links van de deler begint het spel. Er wordt in teams gespeeld. Een speler zit samen in een team met een ander die niet vlak voor of na hem in volgorde moet spelen. Beide teams hebben hetzelfde doel: zo veel mogelijk slagen te halen.

### Puntentelling
Het aantal slagen is een aantal punten. Na elk spel worden de slagen per team opgeteld en opgeschreven. Per slag krijgt elk teamlid een punt. Per spel worden dus 26 punten verdeeld. Meestal wordt tijdens een kaartavond na een op voorhand bepaald aantal spellen van teamlid verwisseld. Vaak blijven de spelers aan dezelfde tafel zitten. De bedoeling is dan dat een speler met elke andere speler een team heeft gevormd. De speler die na het vooropgestelde aantal spellen de meeste punten heeft, wint. Bij betaalde kaartavonden worden prijzen uitgereikt.